# Scytalidium japonicum
Scytalidium japonicum är en svampart som beskrevs av Udagawa, K. Tominaga & Hamaoka 1986. Scytalidium japonicum ingår i släktet Scytalidium, ordningen disksvampar, klassen Leotiomycetes, divisionen sporsäcksvampar och riket svampar.   Inga underarter finns listade i Catalogue of Life.